# Mackinaw (Illinois)
Mackinaw – wieś w Stanach Zjednoczonych, w stanie Illinois, w hrabstwie Tazewell.